# 坨里镇
坨里镇，是中华人民共和国河北省唐山市滦南县下辖的一个乡镇级行政单位。

## 行政区划
坨里镇下辖以下地区：
东新庄子村、邱庄子村、常旺庄村、四新庄子村、小新庄子村、坨里村、张庄村、闵庄村、孙庄村、贾庄村、张城村、岳庄村、赵庄村、薛庄村、前独莫城村、后独莫城村、吴庄子村、蒋各庄村和薛各庄村。